# Bàn thắng (bóng đá)
Trong bóng đá, bàn thắng là phương thức ghi điểm khi một đội tấn công phải đưa bóng vào lưới để ghi bàn. Bàn thắng được công nhận khi trái bóng vượt qua hết vạch vôi khung thành và không có phần nào của trái bóng còn ở trên vạch vôi, giữa hai cột dọc và bên dưới xà ngang, mà trước đó không có lỗi vi phạm luật nào từ phía đội ghi bàn, thủ môn không thể bắt được bóng.

## Đội thắng trận
Đội bóng ghi được nhiều bàn thắng hơn là đội thắng trận. Trường hợp hai đội ghi được số bàn thắng bằng nhau hay không có bàn thắng nào được ghi: Nếu ở trong vòng đấu bảng, thì trận đấu sẽ được xử hòa. Trong những trận đấu loại trực tiếp, bắt buộc phải có đội thắng, đội thua, nên sẽ có thêm hai hiệp phụ, nếu hai đội tiếp tục ghi được số bàn thắng bằng nhau hay không có bàn thắng nào được ghi, sẽ có một loạt luân lưu để xác định thắng thua.

## Luật khi đá loại trực tiếp
Trong các vòng đấu loại trực tiếp yêu cầu phân định thắng thua cho một trận đấu hay cho một cặp đấu có kết quả hòa sau hai trận lượt đi và lượt về, chỉ những cách sau được cho phép sử dụng để phân định thắng thua:
- Luật bàn thắng sân khách
- Các hiệp phụ.
- Bàn thắng vàng (đã hủy bỏ)
- Bàn thắng bạc (đã hủy bỏ)
- Các quả đá luân lưu từ chấm phạt đền.